# Siphocampylus psilophyllus
Siphocampylus psilophyllus là loài thực vật có hoa trong họ Hoa chuông. Loài này được Pohl miêu tả khoa học đầu tiên năm 1831.